# Professor Tarantogas Sprechstunde
Professor Tarantogas Sprechstunde ist ein Hörspiel des Bayerischen Rundfunks von 1976, das auf einer Geschichte von Stanisław Lem basiert. Regie führte Dieter Hasselblatt, die Übersetzung aus dem Polnischen stammt von Klaus Staemmler.
Das Stück handelt von einem angesehenen Professor, dem obskure Erfindungen präsentiert werden, die ihm vor allem sein Geld und seine Zeit stehlen sollen.
Professor Tarantogas Sprechstunde wurde 1978 und 1979 noch zweimal neu vom ORF produziert.